# Phyllocratera
Phyllocratera är ett släkte av svampar. Phyllocratera ingår i familjen Phyllobatheliaceae, klassen Dothideomycetes, divisionen sporsäcksvampar och riket svampar.
|               | Phyllobathelium                         |
|               |                                         |
| Phyllocratera | \| \| Phyllocratera papuana \| \| \| \| |
|               | \| \| Phyllocratera papuana \| \| \| \| |
|               | Phyllocratera papuana                   |
|               |                                         |

|  | Phyllocratera papuana |
|  |                       |